# Hydroeciodes ignita
Hydroeciodes ignita är en fjärilsart som beskrevs av Jones 1914. Hydroeciodes ignita ingår i släktet Hydroeciodes och familjen nattflyn. Inga underarter finns listade i Catalogue of Life.